# Raïon de Novosselytsia
Le raïon de Novosselytsia (en ukrainien : Новоселицький район, Novosselyts'kiï raïon, roumain : Raionul Noua Suliță) est une subdivision de l'oblast de Tchernivtsi, dans l'ouest de l'Ukraine. Son centre administratif est la ville de Novosselytsia. 
Sofia Rotaru a été née dans le village Marchintsy de ce raïon.

## Lieux remarquables
- La réserve naturelle Ornithologique de Vasylyshyne.
- Monuments :

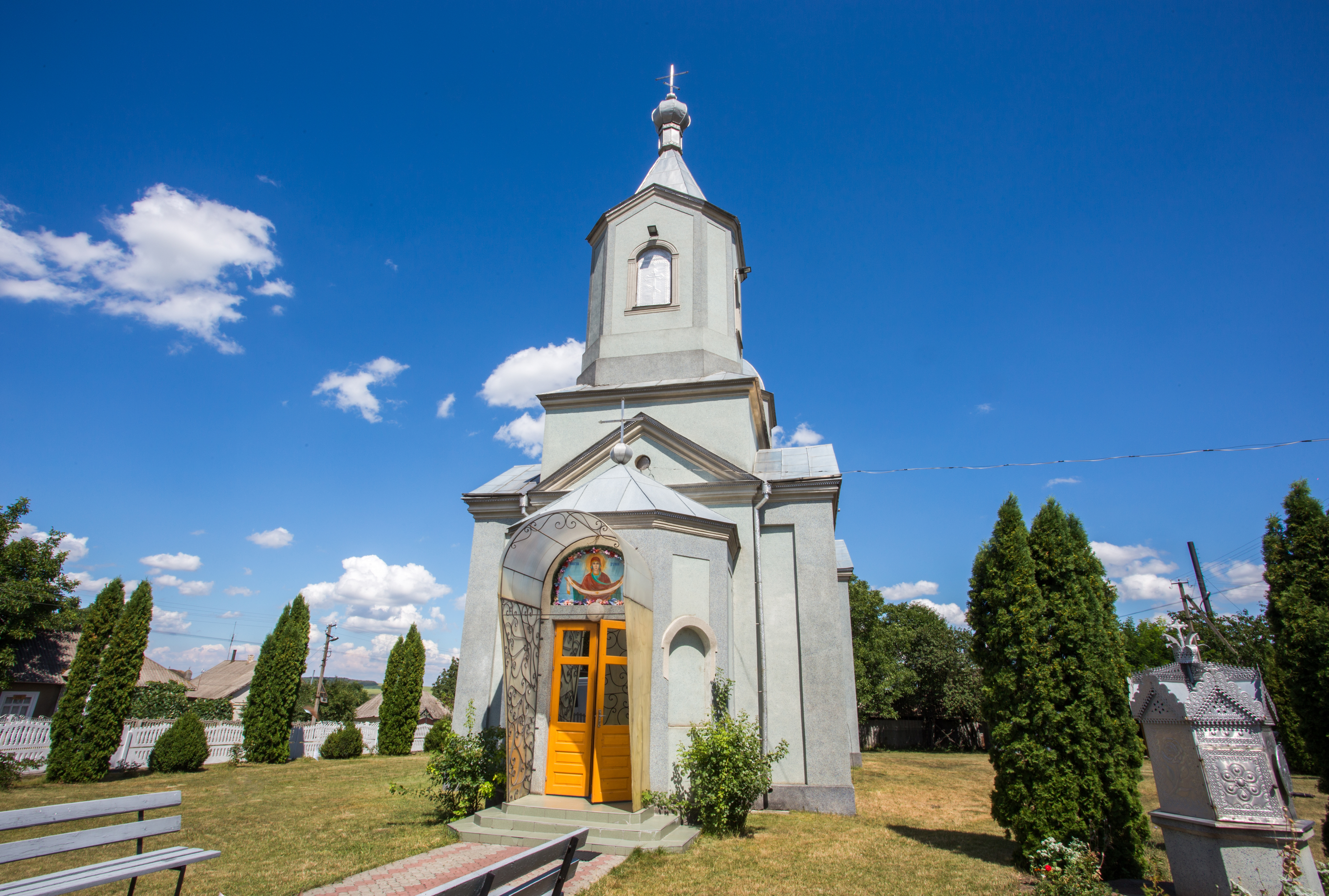
L'église de l'Intercession de Nesvoïa, classée[1].
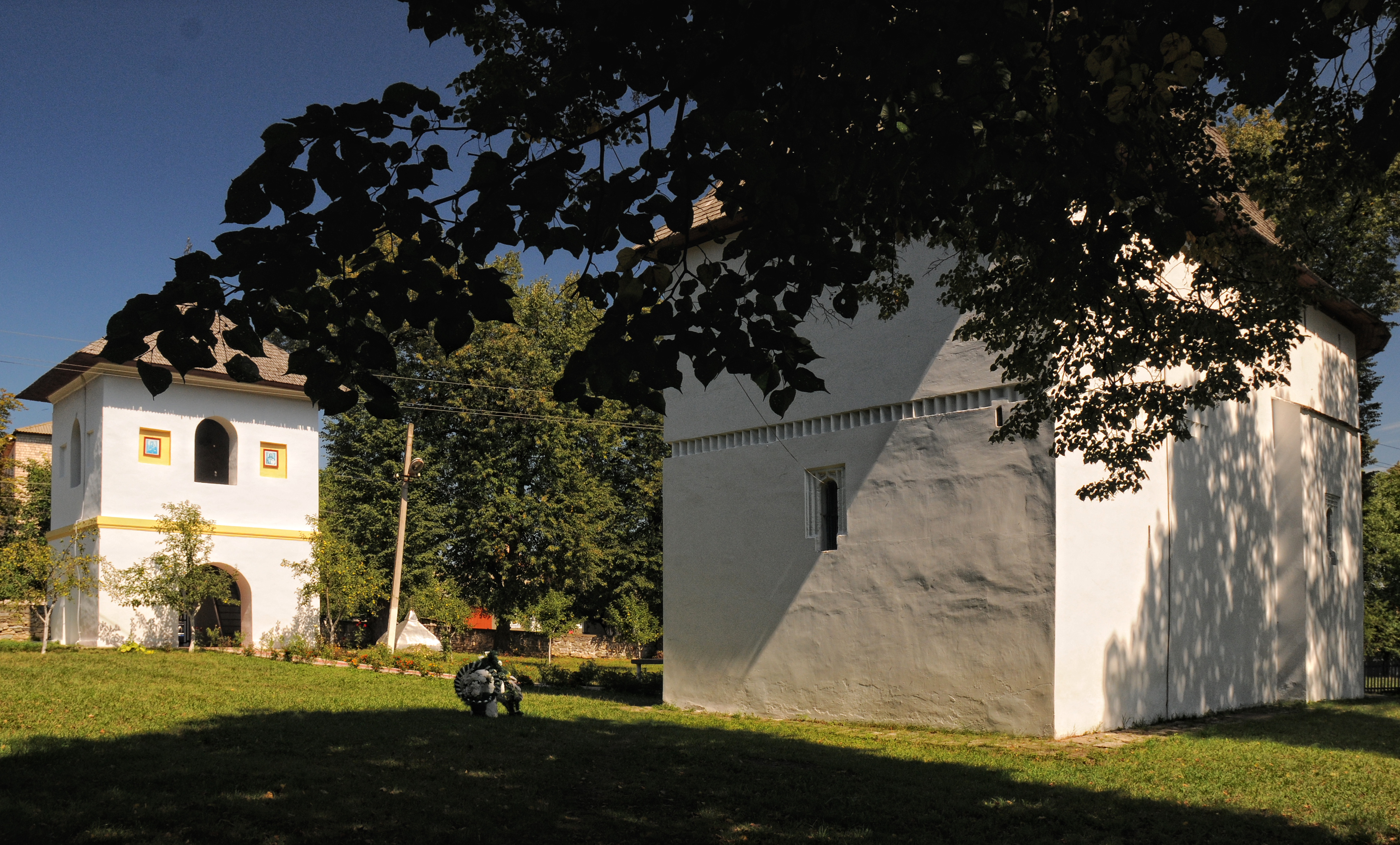
L'église de Toporivtci, monument classé[2].
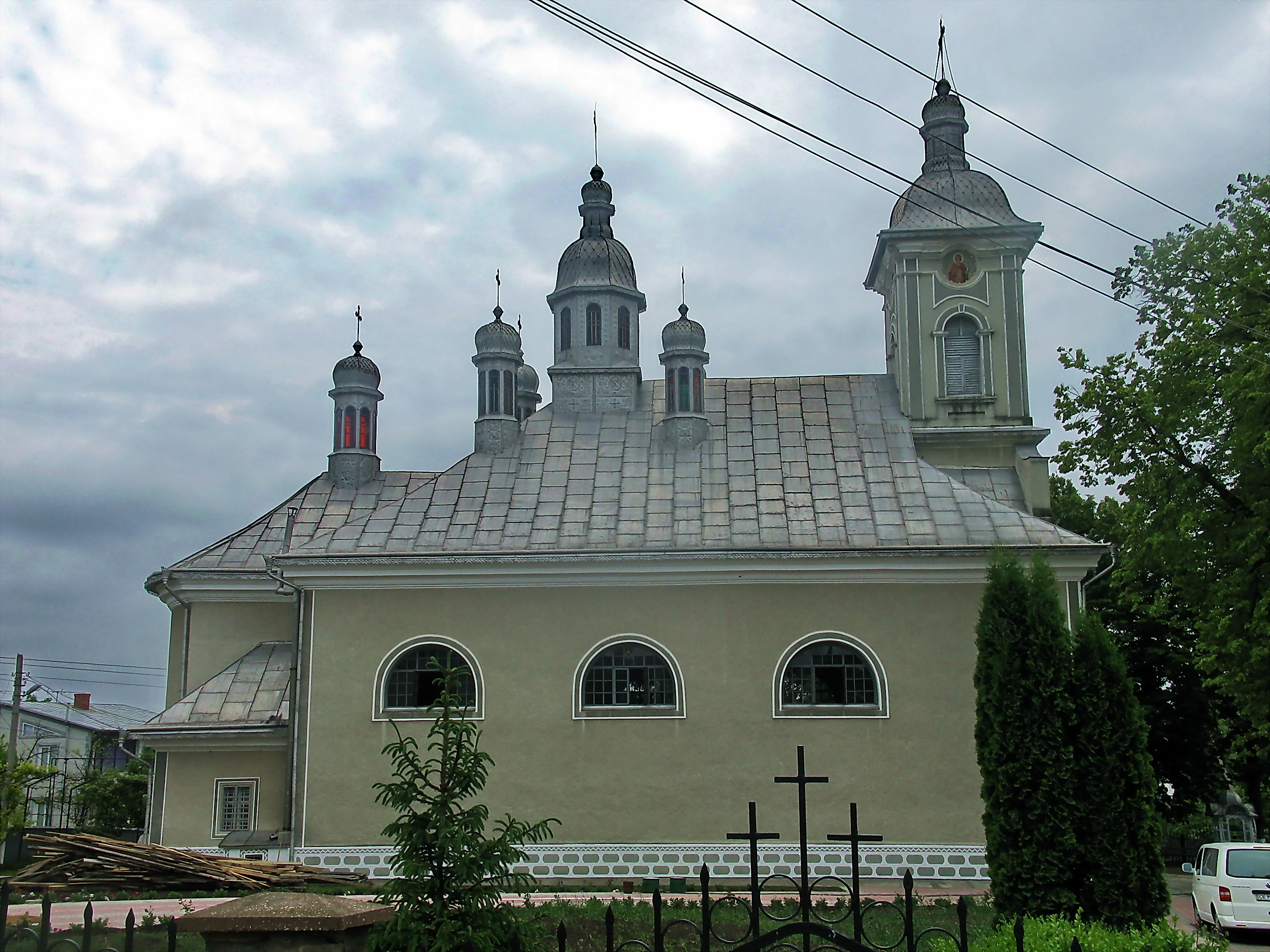
l'église de Magala, classée[3].
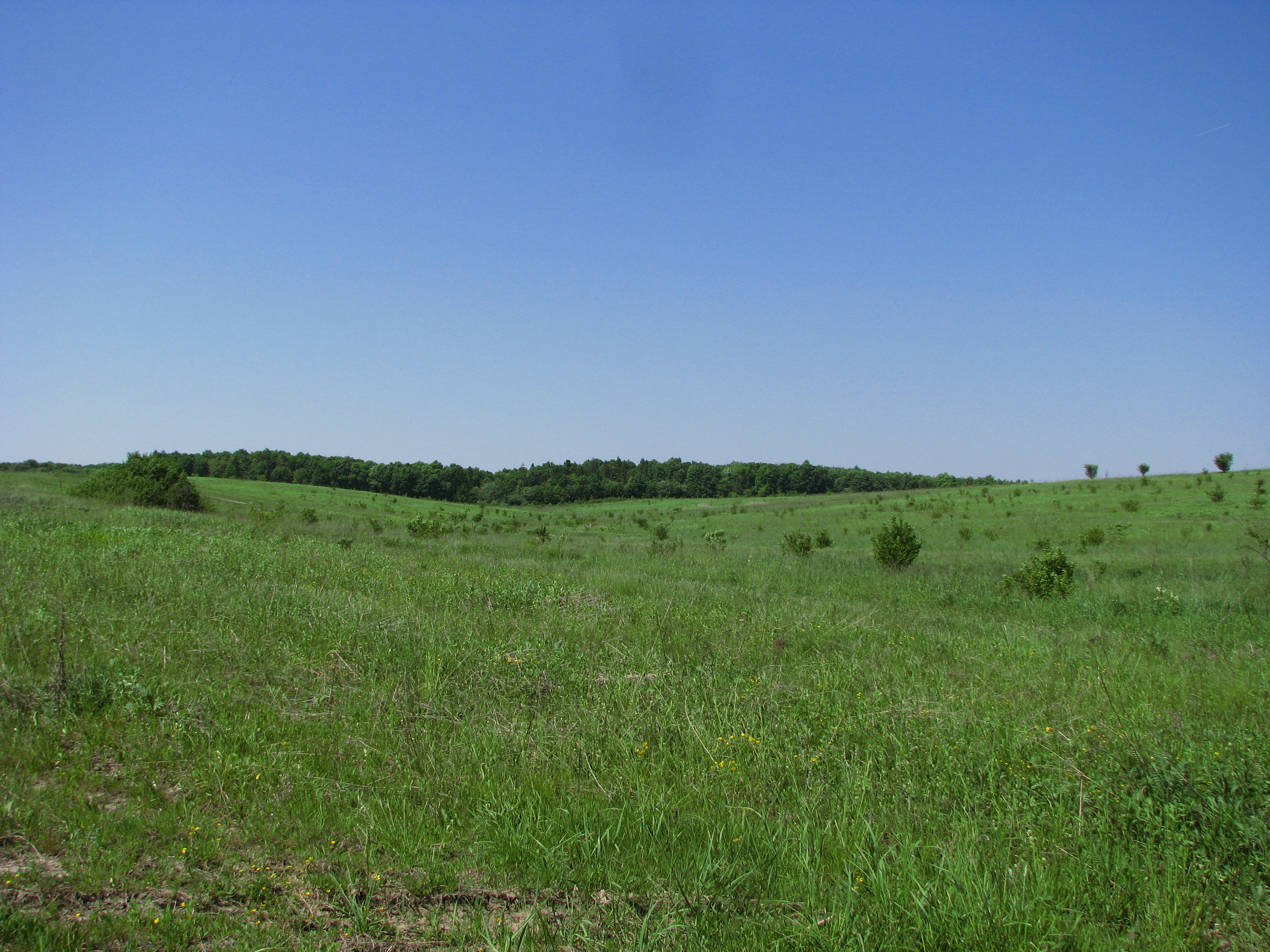
Vasylyshyne, patrimoine naturel[4].